# 8112 Cesi
A 8112 Cesi (ideiglenes jelöléssel 1995 JJ) a Naprendszer kisbolygóövében található aszteroida. Stroncone fedezte fel 1995. május 3-án.